# Terratrèmol d'Hondures de 2018
El terratrèmol d'Hondures de 2018 es va produir el dimarts 9 de gener del 2018, amb una magnitud a l'escala de Richter de 7,6 (escala de magnitud de moment). El seu epicentre es va localitzar a 201 quilòmetres al nord-nord-est de Barra Patuca i a 247 quilòmetres al nord de Port Lempira, i a sol deu quilòmetres de profunditat. El sisme es va sentir amb prou feines a Hondures, Mèxic i Belize.
Després del sisme, es va decretar un avís de tsunami a Puerto Rico i a les Illes Verges dels Estats Units. L'Administració Nacional Oceànica i Atmosfèrica (NOAA) dels Estats Units també va advertir sobre l'amenaça d'ones de fins a un metre d'altura en les costes de Cuba, Hondures, Mèxic, Jamaica, Illes Caiman (Regne Unit) i Belize. No obstant això, l'avís va ser aixecat poc després.
El sisme no va deixar danys materials ni víctimes.